# Булат Анатолій Федорович
Булат Анатолій Федорович — академік НАН України (07.04.2000) у галузі механіки гірських порід і механіки руйнування масивів гірських порід як середовищ із активним запасом внутрішньої енергії. Голова Придніпровського наукового центру, академік-секретар Відділення механіки, член Президії НАН України, директор Інституту геотехнічної механіки ім. М. С. Полякова, заслужений діяч науки і техніки України (1997), лауреат Державної премії України в галузі науки і техніки (1996), премії ім. О. М. Динника (1992).

## Біографія
Народився 17 грудня 1947 р. у Дніпропетровську. Вищу освіту отримав у Дніпропетровському гірничому інституті). З 1965 р. працює в Інституті геотехнічної механіки НАН України. Пройшов шлях від лаборанта до директора інституту. У 1978 захистив кандидатську, а в 1989 — докторську дисертації.

## Наукова діяльність
Встановив раніше невідому закономірність руйнування вкрай напружених порід за умови малоенергоємних впливів. Впровадив у виробництво нові ефективні способи і технології відпрацювання вугільних пластів, а також засоби управління гірським тиском. Під його керівництвом розроблено схвалений Міністерством вугільної промисловості та Міністерством енергетики України новий концептуальний підхід до проблеми реструктуризації вугільної галузі в частині закриття нерентабельних вугільних шахт.
Ці результати стали широко відомими, визнані як наукове відкриття та відзначені у 1992 р. премією НАН України ім. О. М. Динника, а в 1996-му Державною премією України в галузі науки та техніки.
Розвиваючи науковий напрямок, що визначає масив як середовище з активним запасом внутрішньої енергії, вчений докорінно змінив концептуальний підхід до створення техніки та технологій виконання гірничих робіт на великих глибинах. Так, фактори, котрі в традиційних технологіях виступають як негативні (висока напруженість, викидонебезпечність, газонасиченість та ін.), у нових технологіях пропонується залучати до корисної роботи та виконання важливих технологічних функцій. Практичним підсумком такого підходу є впроваджені у виробництво нові ефективні способи й технології відпрацювання вугільних пластів, а також засоби керування гірським тиском. Під керівництвом Анатолія Федоровича розроблена й реалізується галузева програма широкомасштабного впровадження анкерних систем на шахтах України. Ця програма передбачала створення технології опорно-анкерного кріплення гірських виробок, де основним робочим елементом виступають самі гірські породи, які за відповідних умов набувають високої несучої здатності та можливості протистояти діючим у масиві напруженням, що забезпечує надійність і безпеку гірничих виробок Такі технології створюють основу для практичної реалізації безпечного й дуже ефективного видобутку вугілля високонавантаженими лавами.
Булат був керівником Програми НАН України щодо видобутку та утилізації шахтного метану, в межах якої виконувались пілотні проекти з видобутку газу. Під його керівництвом розроблено науково-технічну концепцію принципово нової технології підземної дегазації, яка передбачає розподіл у часі й підземному просторі процесів видобутку двох енергоносіїв — вугілля та газу. Такий підхід здійснено вперше у світовій практиці.
Автор понад 500 наукових праць, у тому числі 22 монографії і понад 100 винаходів.

## Нагороди
- Орден князя Ярослава Мудрого V ступеня (20 січня 2018)[1]